# Cooke Inc.
Cooke Inc. (også Cooke Seafood eller Cooke Aquaculture) en multinational canadisk fiske-, fiskeri- og akvakultur-virksomhed med hovedkvarter i Saint John, New Brunswick. Virksomheden blev etableret i 1985, som en familiet lakse-farm i Blacks Harbour. Cooke Inc. har talrige fiskefartøjer, 30 forabejdningsfabikker og tilstedeværelse i 14 lande. I 2023 havde Cooke ca. 13.000 ansatte inklusive 2.500 i Atlantisk Canada. Cooke omsætter årligt for 4 mia. CA$. Vækst igennem opkøb har en væsentlig rolle for Cooke etc. blev Icicle Seafoods overtaget i 2016, Omega Protein blev overtaget i 2017 og Tassal blev overtaget i 2022.